# Cătălin-Mugurel Flutur
Flutur Cătălin-Mugurel (n. 16 ianuarie 1963, Vârfu Câmpului, Botoșani, România) este un politician român, ales primar al municipiului Botoșani în anul 2016. Este căsătorit și tatăl a trei copii.
Acesta a mai deținut funcția de primar al Botoșanului între anii 2004-2008 respectiv 2008-2012.
În perioada 2001-2004 și 2012-2016 Flutur Cătălin a ocupat funcția de director general al societății S.C Locativa S.A. Botoșani, o companie subordonată Consiliului Local Botoșani.

## Acuzații de corupție
În 16 martie 2017, Direcția Națională Anticorupție a declanșat urmărirea penală împotriva lui, acuzându-l de abuz în serviciu, sugerând că ar fi diminuat ilegal valoarea unei redevențe, a unui teren proprietatea statului român concesionat unei societăți comerciale, ceea ce ar fi produs o pagubă de peste 2 milioane de lei bugetului local al municipiului.